# Olympische Winterspiele 2018/Teilnehmer (Philippinen)
| Gelbes Symbol für Goldmedaillen mit stilisierten Olympischen Ringen | Graues Symbol für Silbermedaillen mit stilisierten Olympischen Ringen | Braundes Symbol für Bronzemedaillen mit stilisierten Olympischen Ringen |
| ------------------------------------------------------------------- | --------------------------------------------------------------------- | ----------------------------------------------------------------------- |
| —                                                                   | —                                                                     | —                                                                       |

Bei den Olympischen Winterspielen 2018 nahmen die Philippinen mit zwei Athleten in zwei Disziplinen teil, beides Männer. Fahnenträger bei der Eröffnungsfeier war Asa Miller.

## Teilnehmer nach Sportarten

### Eiskunstlauf
| Athleten                   | Wettbewerbe | Kurzprogramm/-tanz | Kurzprogramm/-tanz | Kür/Kürtanz        | Kür/Kürtanz        | Gesamt | Gesamt |
| Athleten                   | Wettbewerbe | Punkte             | Rang               | Punkte             | Rang               | Punkte | Rang   |
| -------------------------- | ----------- | ------------------ | ------------------ | ------------------ | ------------------ | ------ | ------ |
| Männer                     |             |                    |                    |                    |                    |        |        |
| Michael Christian Martinez | Einzel      | 55,56              | 28                 | Kür nicht erreicht | Kür nicht erreicht | 55,56  | 28     |

### Ski Alpin
| Athleten   | Wettbewerbe  | 1. Lauf     | 2. Lauf     | Gesamt      | Gesamt |
| Athleten   | Wettbewerbe  | Zeit        | Zeit        | Zeit        | Rang   |
| ---------- | ------------ | ----------- | ----------- | ----------- | ------ |
| Männer     |              |             |             |             |        |
| Asa Miller | Riesenslalom | 1:27,52 min | 1:22,43 min | 2:49,95 min | 70     |